# 東京都立高島高等学校
東京都立高島高等学校（とうきょうとりつ たかしまこうとうがっこう）は、東京都板橋区高島平三丁目にある都立高等学校。

## 概要
- 東京の都立高校で行われていた学区制度では、第四学区（文京区、豊島区、板橋区、北区）に属していた。高島高校は第四学区内では比較的新しく作られた学校で、学校群には属していなかった。
- 日本の公立小学校・中学校・高等学校の中では初めて民間企業出身の校長が採用されたことで話題となった。
- 那州雪絵の漫画作品『ここはグリーン・ウッド』の舞台である私立緑都学園のモデルであり、那州雪絵在学当時の教師や、改装前の校舎がそのまま登場している。その縁で、生徒が幾度か白泉社「花とゆめ」編集部に取材に行ったことがある。ただし、高島高校は私立緑都学園と違い、男子校ではなく共学校であり、学生寮もない。
- 在校生のほとんどが地元に住んでいるため自転車通学率は高い。

## 設置課程
- 全日制課程
  - 普通科

## 沿革
- 1974年4月1日 東京都立高島高等学校として設立、同月4日に第1回入学式挙行。当時の都立高校の入試は学校群制度により行われていたが、1968年（昭和43年）創立の東村山高校が1969年（昭和44年）から76群に編入されたのを最後に、それ以降の新設校である同校の入試は学校群制度ではない単独選抜により実施されていた。
- 1982年 グループ合同選抜制度導入、北園・板橋・大山・北野・志村の各校と42グループを組む。
- 1994年 再び単独選抜となる。
- 1996年3月27日 校舎改修工事竣工。
- 2001年4月1日 公立校では初の民間企業出身者の校長として、日立製作所出身の内田睦夫が校長に就任。
- 2004年 創立30周年記念式典挙行。

## 部活動

### 運動部
- 硬式野球
- 軟式野球
- 剣道
- 卓球
- サッカー
- 水泳
- ソフトテニス
- 硬式テニス
- 男子バスケットボール
- 女子バスケットボール
- バトントワール
- バドミントン女子
- バレーボール
- 陸上競技
- ダンス ・・・『冬の日本高校ダンス部選手権』全国大会において、2014年東日本大会3位と優秀な成績をおさめている。

### 文化部
- 吹奏楽
- 箏曲
- 演劇
- 華道
- 茶道
- 写真
- 調理
- コンピュータ
- 美術
- 軽音楽
- 漫画研究
- 学習
- 生物同好会

## 交通
出典 : 
電車
- 都営三田線 新高島平駅 徒歩7分

バス
| 運行事業者   | 乗車駅     | 系統             | 下車停留所                |
| ------------ | ---------- | ---------------- | ------------------------- |
| 国際興業バス | 高島平駅   | 高01・増17       | 「高島高校」              |
| 国際興業バス | 東武練馬駅 | 東練01・東練01-2 | 「高島平警察署」、徒歩9分 |
| 国際興業バス | 下赤塚駅   | 下赤03           | 「高島平警察署」、徒歩9分 |
| 国際興業バス | 赤羽駅     | 赤02・赤02-2     | 「四葉町」、徒歩12分      |

## 設備
- 校舎：鉄筋コンクリート5階建て
- 体育館：1階武道場・トレーニングルーム、二階更衣室、三階が講堂兼体育館
- テニスコート：オムニ4面、ハード1面
- プール：25メートル×9コース
- グラウンド

## 学園祭
毎年9月中旬に金土と2日に渡って高島祭が行われる。金曜は在学生のみで行う文化祭で一般が入れるのは土曜のみとなっている。

## 体育祭
毎年6月上旬に行われる。

## 著名な出身者
- 石川大我 - 政治家、豊島区議会議員（2011年〜2期）参議院議員（2019〜）、日本初のオープンリーゲイ議員。2013年、社民党党首選挙に立候補。
- 喜矢武豊 - エアーバンド「ゴールデンボンバー」メンバー
- 川面聡大 - 陸上競技（短距離走）、男子60m日本最高記録保持者（6秒63）
- 金ちゃん - お笑い芸人（鬼越トマホーク）
- 佐藤勇樹 - リブ・コンサルティング　パートナー&マネージングディレクター、元A.T. Kearney パートナー　(5期)
- 霜田正浩 - サッカー指導者、元サッカー選手。（9期）
- ショーゴ - お笑い芸人（東京ホテイソン）
- 立川キウイ - 落語家。（9期）
- 坪内千恵子 - フリーアナウンサー
- 鳥塚亮 - 大井川鐵道株式会社社長。えちごトキめき鉄道株式会社社長及びいすみ鉄道株式会社社長を歴任
- 那州雪絵 - 漫画家（7期）
- 波潟和男 - 元競輪選手（9期）
- 西川純 - 上越教育大学大学院学校教育研究科教授
- 藤原広太朗 - プロサッカー選手
- 山口香 - 筑波大学大学院人間総合科学研究科教授。「女三四郎」と呼ばれ、日本女子で初の世界柔道選手権大会チャンピオンに輝くなど、女子柔道のパイオニア。在学中に行われた文化祭「高島祭」で「ミス高島」に選ばれたこともある。（7期）
- 山田加奈子 - 東京都北区長